# 毛浴謝氏墓
毛浴謝氏墓位於四川省巴中市通江縣，文物遺址年代判定為清。2012年7月16日公佈為第八批四川省文物保護單位。

## 簡介[2]
毛浴謝氏墓位於四川省巴中市通江縣毛浴鄉草帽村二組，為謝家炳及程氏夫婦合葬墓，建於清光緒二十九年（1903），墓向北，分布面寬11.5公尺，進深20.11公尺，面積231.27平方公尺，由墓塚、主墓碑、供桌、惜字塔、陪碑、牌坊、桅杆、石獅和瑩牆組成。墓碑單簷五級寶瓶頂，歇山式素屋面。兩惜字塔為雙重簷四角攢尖頂，通高各2.8公尺；碑亭為方座四柱頂帽四角攢尖，通高各3.5公尺。毛浴謝氏墓組合完整，型制獨特，規模較大，雕刻精美，對研究清代墓葬形制及雕刻藝術具有較高價值。1987年全國第二次文物普查確認並登記。